# Symplectoscyphus exochus
Symplectoscyphus exochus is een hydroïdpoliep uit de familie Sertulariidae. De poliep komt uit het geslacht Symplectoscyphus. Symplectoscyphus exochus werd in 1982 voor het eerst wetenschappelijk beschreven door Blanco. 